# Alexandra Désirée Dorfmeister-Stix
Alexandra Désirée Dorfmeister-Stix (* 21. September 1970 in Wien als Alexandra Désirée Stix) ist eine ehemalige österreichische Politikerin (LIF/ÖVP). Sie war von 1993 bis 1998 Abgeordnete zum Landtag von Niederösterreich.
Dorfmeister-Stix besuchte nach der Volksschule ein Realgymnasium und studierte Rechtswissenschaft an der Universität Wien. Sie wurde am 7. Juni 1993 als Vertreterin des Liberalen Forums (LIF) im Niederösterreichischen Landtag angelobt, trat jedoch am 6. März 1997 aus dem LIF aus und zur ÖVP über. Sie begründete ihren Schritt damit, dass das LIF „weder liberal noch ein Forum“ gewesen sei. Dorfmeister-Stix schied am 16. April 1998 aus dem Landtag aus. 